# Tournedos-sur-Seine
Tournedos-sur-Seine ist eine ehemalige französische Gemeinde im Département Eure in der Region Normandie. Sie gehörte zum Arrondissement Les Andelys und zum Kanton Val-de-Reuil. Die Einwohner werden Tournedosiens genannt.
Mit Wirkung vom 1. Januar 2018 wurde Tournedos-sur-Seine mit Porte-Joie zur Commune nouvelle Porte-de-Seine vereinigt. Tournedos-sur-Seine ist eine Commune déléguée mit 108 Einwohnern (Stand 1. Januar 2022) innerhalb der neuen Gemeinde.

## Lage
Tournedos-sur-Seine liegt etwa 25 Kilometer südsüdöstlich von Rouen an der Seine.

## Geschichte
| Jahr      | 1793 | 1866 | 1936 | 1962 | 1968 | 1975 | 1982 | 1990 | 1999 | 2006 | 2013 |
| --------- | ---- | ---- | ---- | ---- | ---- | ---- | ---- | ---- | ---- | ---- | ---- |
| Einwohner | 222  | 150  | 85   | 94   | 101  | 106  | 87   | 113  | 135  | 103  | 106  |

## Sehenswürdigkeiten
- Kirche Saint-Saturnin
- Herrenhaus
- Schloss Pampou